# Франкетти, Аугусто
Аугусто Франкетти (итал. Augusto Franchetti; 1840—1905) — итальянский историк, литературовед, переводчик и юрист.

## Биография
Родился 10 июля 1840 года во Флоренции. 
Первые литературные работы Франкетти относились к области классической драмы. В 1874 году он был назначен профессором новейшей истории; однако специальные его труды касались больше литературы, чем истории; особенным значением пользуются его исследования о Данте. 
Из исторических работ Франкетти наиболее известны: «Storia d’Italia dal 1789 al 1799», ряд очерков о влиянии Великой французской революции на Италию и переводы Аристофана.
Принимал участие в общественной жизни, и с 1872 года, состоял членом флорентийского муниципалитета. В течение почти 40 лет Франкетти был членом правления еврейской общины Флоренции, а с 1870 по 1899 год её председателем. 
В 1899 году был избран председателем правления флорентийского раввинского института, в преобразовании которого принимал деятельное участие.
Умер 22 февраля 1905 года.